# Gare d'Arpajon
La gare d'Arpajon est une gare ferroviaire française située sur le territoire de la commune d'Arpajon dans le département de l'Essonne en région Île-de-France.
C'est une gare de la Société nationale des chemins de fer français (SNCF) desservie par la branche C4 du RER C.

## Situation ferroviaire
La gare est située au point kilométrique 36,837 de la ligne de Brétigny à La Membrolle-sur-Choisille. Son altitude est de 69 m.

## Histoire

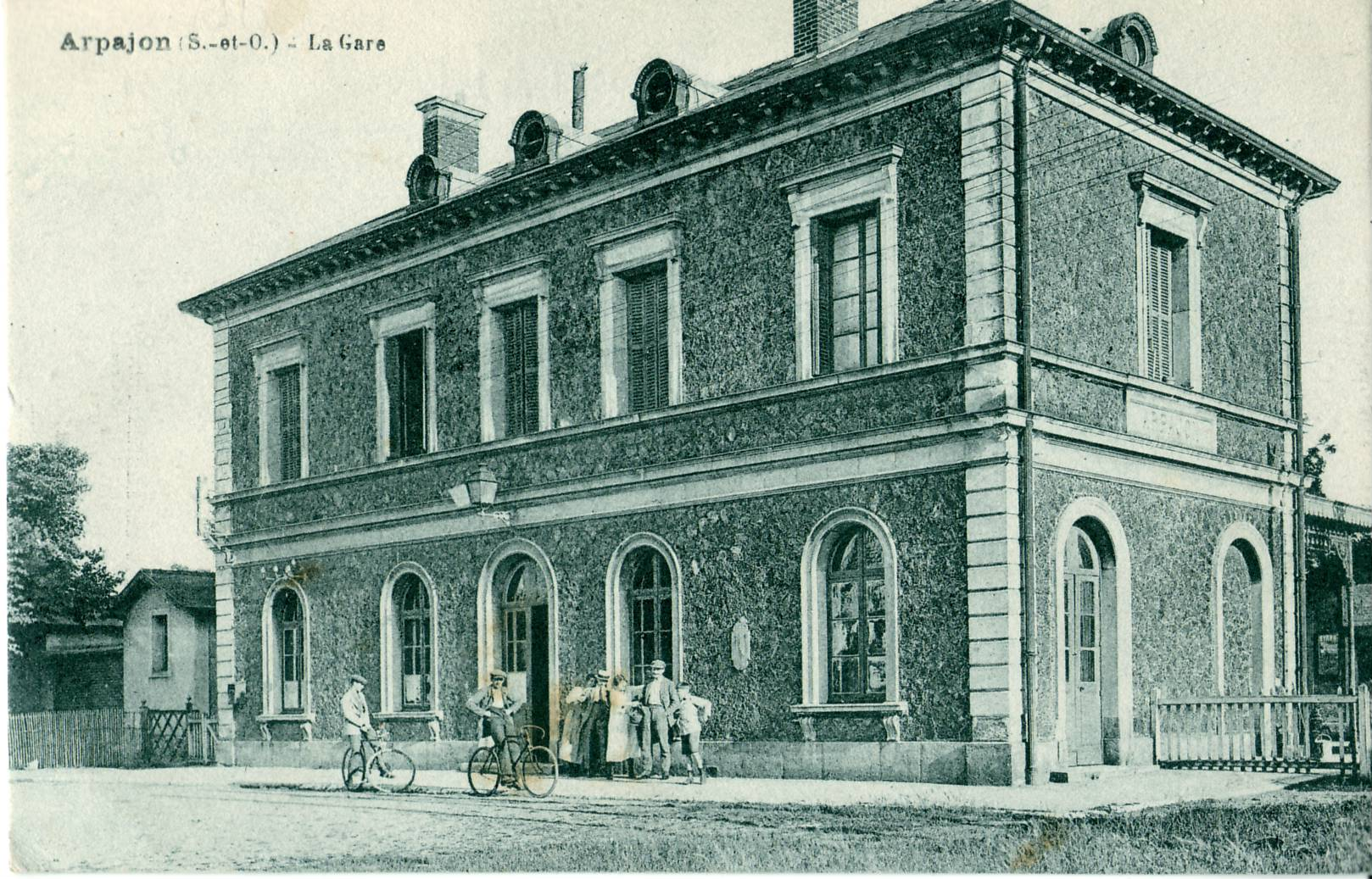
La gare au début du XXe siècle.

La gare fut le terminus de deux lignes de chemin de fer secondaire :
- l'Arpajonnais, chemin de fer secondaire sur route qui reliait les halles de Paris à Arpajon, mis en service en 1893-1894 et supprimé en 1937 ;
- la ligne d'Arpajon à Corbeil ouverte de 1911 à 1949, exploitée par la Compagnie des chemins de fer de grande banlieue.

Ces lignes étaient  destinées à permettre le transport de primeurs et de produits maraîchers vers la capitale et au déplacement des voyageurs.

## Fréquentation
De 2015 à 2022, selon les estimations de la SNCF, la fréquentation annuelle de la gare s'élève aux nombres indiqués dans le tableau ci-dessous.

| Année     | 2015      | 2016      | 2017      | 2018      | 2019      | 2020    | 2021      | 2022      |
| --------- | --------- | --------- | --------- | --------- | --------- | ------- | --------- | --------- |
| Voyageurs | 1 635 441 | 1 677 901 | 1 714 359 | 1 714 853 | 1 725 668 | 812 586 | 1 295 988 | 1 425 412 |

## Service des voyageurs

### Accueil
Elle est équipée d'un système d'information sur les horaires des trains en temps réel, dans la gare, sur les quais et à l’extérieur de la gare, et d'automates pour l'achat de titres de transport Transilien.
La voie 2 est accessible directement depuis le bâtiment voyageurs tandis que la voie 1 l'est par un souterrain depuis la voie 2.

### Desserte
Arpajon est desservie par les trains de la ligne C du RER.

### Intermodalité
La gare est desservie par les lignes 4504, 4555, 4556, 4581 et 4582 du réseau de bus Cœur d'Essonne, par la ligne 5359 du réseau de bus Centre et Sud Yvelines, par les services de transport à la demande « Cœur d'Essonne 4596 » et « Cœur d'Essonne 4597 » et, la nuit, par la ligne N123 du réseau de bus Noctilien.
La gare se situe également à proximité de l'arrêt Portes d'Étampes desservie par les lignes 4323 du réseau de bus Essonne Sud Est, par les lignes 4413 et 4436 du réseau de bus Essonne Sud Ouest, par les lignes 4503, 4538, 4580, 9114 et 9115 du réseau de bus Cœur d'Essonne et, par la ligne DM151S du réseau de bus Paris Saclay.